# 박세리의 내일은 영웅 - 꿈을 향해 스윙하라
《박세리의 내일은 영웅 - 꿈을 향해 스윙하라》는 2020년부터 2021년까지 theLIFE에서 방송된 골프 오디션 프로그램이다. 수십 명의 인원이 참가했다. 우승자에게는 상금 5000만 원, SUV 차량, KLPGA 정규 투어 출전권이 주어졌다.

## 예선 탈락자 (방송된 참가자만 기록)
- 김은순
- 박유라
- 신지원
- 양진서
- 조해연
- 차서린
- 하연화

## 본선 진출자
- 고다영
- 권유림
- 김가희
- 김민서
- 김보석
- 김서윤
- 김세영
- 김채원
- 류아라
- 박단유
- 박소현
- 서초비
- 신하윤
- 양희주
- 오채유
- 우윤지
- 윤세은
- 이소정
- 이주현
- 장정아
- 정지민
- 한나경
- 한정원
- 홍민지
- 황연서

## 순위
| 순위        | 이름   | 소속사     | 팀            |
| ----------- | ------ | ---------- | ------------- |
| 1위         | 김서윤 |            |               |
| 2위         | 김세영 | 미래에셋   | 메디힐 골프단 |
| Top4(3위)   | 김채원 |            |               |
| Top4(4위)   | 오채유 | 씨앤엘     | bhc치킨       |
| Top8(5위)   | 한나경 |            |               |
| Top8(6위)   | 김민서 |            |               |
| Top8(7위)   | 박단유 | 림코       | 팀 캘러웨이   |
| Top8(8위)   | 장정아 |            |               |
| Top12(9위)  | 이주현 |            |               |
| Top12(10위) | 서초비 | 명지대     |               |
| Top12(10위) | 윤세은 | 함평골프고 |               |
| Top12(12위) | 류아라 |            |               |
| Top16       | 김보석 |            |               |
| Top16       | 우윤지 | 현일중     |               |
| Top16       | 정지민 |            | 대우산업개발  |
| Top16       | 한정원 |            |               |
| Top20(17위) | 고다영 |            |               |
| Top20(18위) | 신하윤 |            |               |
| Top20(18위) | 이소정 |            |               |
| Top20(18위) | 양희주 |            |               |
| Top20(18위) | 권유림 |            |               |
| Top25       | 김가희 |            |               |
| Top25       | 홍민지 |            |               |
| Top25       | 황연서 | 함평골프고 |               |
| Top25       | 박소현 |            |               |

## 서바이벌 1라운드

### 팀 롱기스트 대결
팀원 5명 중 3명의 드라이버샷 비거리를 합산해 비거리가 멀수록 높은 점수를 얻는다.

### 팀 니어리스트 대결
팀원 5명 중 2명이 앞서 롱기스트 대결로 보내진 3개의 공 중 2개의 공에 대해 샷을 진행하여 핀까지의 거리가 가까울수록 높은 점수를 얻는다.